# Debra (песня)
«Debra» — песня американского музыканта Бека. Она была выпущена на его альбоме Midnite Vultures.

## История
Бек изначально хотел записать песню с Dust Brothers для альбома Odelay, но потом подумал, что она слишком неискренняя. Песня была представлена публике в 1996 году, и, как отметил Бек, «она мгновенно стала ключевым номером всего. Это была песня, на которую люди реагировали сильнее, чем на песни, которые они слышали на радио. Так что мы продолжили её играть и играть». Песня впоследствии стала композицией на альбоме Midnite Vultures 1999 года.
В словах песни упоминается Лос-Анджелесская ресторанная сеть Zankou Chicken.

## Композиция
Песня написана в тональности До мажор и темпе 148 BPM. В песне поётся о встрече c девушкой по имени Дженни, которая работает в магазине JCPenney, и желание «оттянуться» с ней и её сестрой, Деброй. Бек также исполняет песню фальцетом в первом куплете и припевах, в некоторых местах на втором куплете, и части в заключении.

## В популярной культуре
Песня использовалась в качестве музыкальной темы в фильме Эдгара Райта 2017 года «Малыш на драйве».

## Кавер-версии
Песня была перепета немецким индастриал исполнителем Kompressor. Версия Kompressor'а называется «Kompressor Want to Get with You».
Песня также перепевалась на концертных выступлениях американской группой I Don’t Know How But They Found Me. Студийная версия вышла в 2021 году на альбоме Razzmatazz B-Sides.